# Povilas Pakėnas
Povilas Pakėnas (* vor 1965) ist ein litauischer Schachspieler. Er spielt auch Fernschach. Seit 2010 trägt Povilas Pakėnas den Titel „Internationaler Fernschachmeister“. Im März 2014 betrug seine Fernschach-Elo-Zahl 2479. Pakėnas wurde zweimal (1990–1992 und 2004–2005) litauischer Einzelmeister im Fernschach. Er spielt für den Schachverein Biržų šachmatų klubas in Biržai. Pakėnas arbeitet im nordlitauischen Unternehmen Aktiengesellschaft "Siūlas". einer der ältesten und größten Leinenfabrik in Litauen. Er leitet als Vorsitzende die Gewerkschaft (Biržų AB "Siūlas" profesinė sąjunga).